# ال-۳ گراشوپر
ال-۳ گراشوپر (به انگلیسی: Aeronca_L-3) یک هواگرد از نوع مشاهده و شناسایی ساخت شرکت Aeronca Aircraft است. هواگرد ال-۳ گراشوپر نخستین پروازش را در ۱۹۴۱ میلادی انجام داد.